# Lars Cleveman

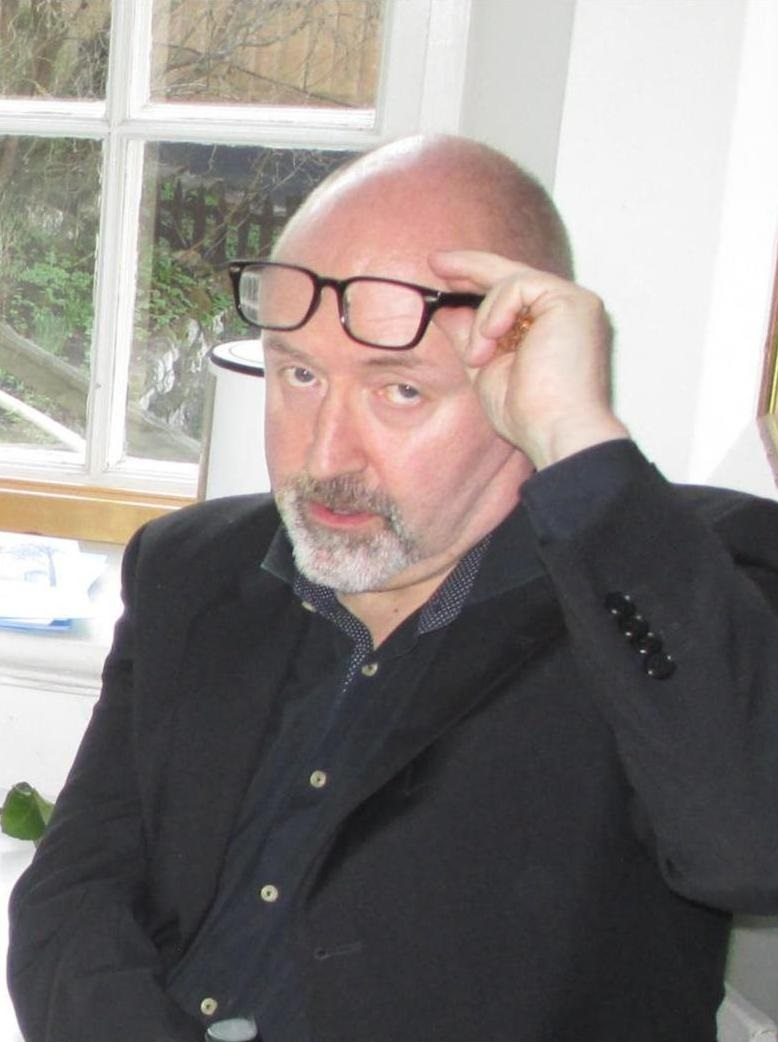
Cleveman 2016.

Lars Erik Cleveman, född 16 juni 1958 i Stockholm, är en svensk operasångare (tenor) och rockmusiker.
Cleveman är utbildad vid Operahögskolan i Stockholm, han tog sin examen 1988, men hade debuterat som hotellportiern i Benjamin Brittens Döden i Venedig på Göta Lejon 1984. Han var tidigt medlem i Kungliga Operans kör och som solist hade han sina första roller på Folkoperan och Wermland Opera. Mellan 1996 och 2009 var Cleveman knuten till Kungliga Operan i Stockholm.
Cleveman är en eftertraktad solist i Europa. Han har sjungit huvudroller på Köpenhamnsoperan, operahusen i Kiel, Stuttgart, Riga, Halle, Göteborg samt på Concertgebouw i Amsterdam. Han hade titelrollen som Tannhäuser i Bayreuth 2011. Han har som ersättare framträtt som Tristan i Wagners Tristan och Isolde mot Nina Stemme på Covent Garden och som Parsifal i Albert Hall 2013. Lars Cleveman debuterade på  Metropolitan Opera som Siegfried i både Siegfried och Götterdämmerung under våren 2013 mot Deborah Voigt som Brünnhilde.
Han har släppt en rad skivor som rockartist, främst som grundare och förgrundsgestalt i Dom Dummaste, men även i eget namn. Dessutom medverkar han på en rad operainspelningar. Inspelningen av Ragnarök där han sjunger Siegfried, dirigerad av Sir Mark Elder, fick 2010 års Grammophone Award för bästa klassiska inspelning.

## Priser och utmärkelser
- 1998 – Jussi Björlingstipendiet
- 2010 – Grammophone Award för bästa klassiska inspelning

## Diskografi
- The Ghost, singel, DD-Records 1984.
- Cleveman, LP, DD-Records 1985.
- 100 Wars of Jesus Christ, singel, Eternal Love 1986.
- Première!. Songs and arias. Malena Karlsson, piano. Anders Dahls ensemble. Proprius PRCD9155. 1996. CD.
- Mannen som begav sig. Criminal Records 2002.
- Verdi: Don Carlos (titelroll). Chorus and Orchestra of the Royal Swedish Opera. Dirigent Alberto Hold-Garrido. 3 CD. Naxos 8.660096-98, 3 cd 1996.
- Beethoven: Symfoni nr 9 (tenorpartiet), CD. Simax Classics 2009.
- Voices in My Head, CD. Polythene Records. 2009.
- Wagner: Ragnarök (Siegfried). Hallé Orchestra under ledning av Sir Mark Elder. 5 CD. Hallé CD HLD7525. 2010.
- Under The Influence, LP och CD, Outbox Music 2014.
- Wagner: Parsifal (titelroll). Hallé Orchestra under ledning av Sir Mark Elder. 4 CD. Hallé CD HLD7539. 2017.

## Roller (urval)
- Don José i Carmen
- Hertigen Duca i Rigoletto
- Titelrollen i Werther
- Hoffman i Hoffmanns äventyr
- Titelrollen i Don Carlos
- Grigorij i Boris Godunov
- Manrico i Trubaduren
- Pinkerton i Madama Butterfly
- Des Grieux i Manon Lescaut
- Titelrollen i Othello
- Cavaradossi i Tosca
- Titelrollen i Parsifal
- Tristan i Tristan och Isolde
- Titelrollen i Siegfried
- Siegfried i Ragnarök
- Andrea Chenier av Giordano
- Kavaljerna på Ekeby av Zanodai
- Pajazzo av Leoncavallo
- Simson och Delila av Camille Saint-Saëns
- Siegmund i Valkyrian
- Titelrollen i Tannhäuser
- Titelrollen i Stiffelio
- Riccardo/Gustavo i Maskeradbalen
- Eleazar i La Juive av Fromental Halevy